# Wobale
Wobale (lit. Vabaliai) – wieś na Litwie, w okręgu wileńskim, w rejonie wileńskim, w gminie Suderwa, przy autostradzie A2.

## Historia
W dwudziestoleciu międzywojennym leżały w Polsce, w województwie wileńskim, w powiecie wileńsko-trockim, w gminie Rzesza. W 1931 miejscowość liczyła 58 mieszkańców, zamieszkałych w 12 budynkach.
Po II wojnie światowej w granicach Związku Sowieckiego. Od 1991 na niepodległej Litwie.